# Ukraińska Partia Narodowo-Demokratyczna (1899)
Ukraińska Partia Narodowo-Demokratyczna (Ukrajinśka Nacionalno-Demokratyczna Partija – UNDP) – prawicowa partia ukraińska działająca w Galicji w Austro-Węgrzech, powstała 26 grudnia 1899.

## Historia
Powstała z połączenia prawego skrzydła Rusko-Ukraińskiej Partii Radykalnej (Wołodymyr Ochrymowycz, Jewhen Łewyćkyj, Wiaczesław Budzynowski, Iwan Franko) z narodowcami galicyjskimi (Julian Romanczuk, Kost Łewycki, Mychajło Hruszewski, Jewhen Ołesnycki, Teofil Okunewski).
Partią kierował Komitet Ludowy, w którego skład wchodzili Hruszewski, K. Łewycki, Ochrymowycz, Damian Sawczak i Franko.
Partia na pierwszym kongresie w dniu 5 stycznia 1900 przyjęła program jedności narodowej i niepodległości. Szybko zdobyła czołowe miejsce w ukraińskim politycznym życiu Galicji. Szybko wypchnęła Ukraińską Partię Radykalną z pozycji stałej opozycji, zwalczała partie rusofilskie.
W wyborach z 1907 roku partia objęła 17 z 27 miejsc, jakie przypadły Ukraińcom, w Reichsracie Przedlitawii (austriackim parlamencie).
Przewodniczącymi partii byli Julian Romanczuk (1899-1907) i Kost Łewycki, sekretarzami partii – K. Łewycki (1899-1907), Wołodymyr Baczynski (1907-1913) i Stepan Baran. Partia wydawała tygodnik „Swoboda”, jej poglądy reprezentowały również „Diło” i „Bukowyna”.
W czasie narastania wzajemnych antagonizmów polsko-ukraińskich Ukraińska Partia Narodowych Demokratów wysuwała hasło przymusowego wysiedlania Polaków z Galicji Wschodniej. 
W sierpniu 1918 Komitet Narodowy Partii postanowił zorganizować konspiracyjny pion polityczny i wojskowy. W tym celu powołano we Lwowie komitet polityczny, w skład którego weszli Stepan Baran, Wasyl Panejko, Longyn Cehelski, Iwan Kiweluk i Wołodymyr Baczynski. Organizowano spotkania z działaczami powiatowymi partii i omawiano plany przejęcia władzy. Równolegle prowadzono prace nad organizacją pionu wojskowego. Odpowiedzialny za to działanie był Kost Taniakewycz. Skutkiem tych działań było utworzenie we wrześniu 1918 Ukraińskiego Generalnego Komisariatu Wojskowego.
28 marca 1919 r. na zjeździe partyjnym w Stanisławowie partia przekształciła się w Ukraińską Ludową Partię Pracy. Jej działaczami byli między innymi Jewhen Petruszewycz i Stepan Wytwycki.
W latach 1918–1919 kierowała rządem Zachodnioukraińskiej Republiki Ludowej.